# خانات نیشابور

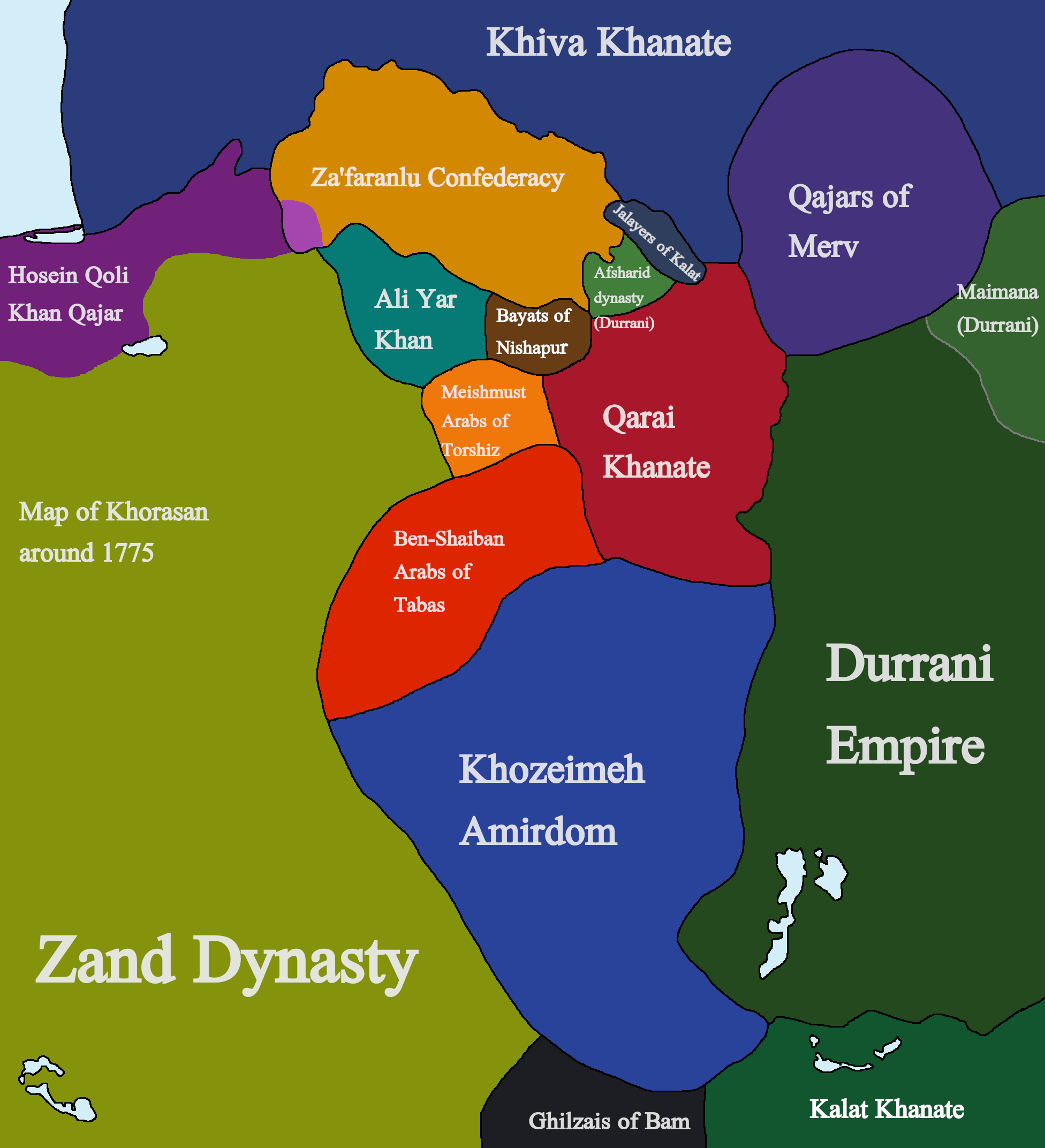
نقشه خراسان پس از مرگ نادر شاه که محل این خانات را نیز نشان می‌دهد.

خان‌نشین نیشابور یا امیرنشین قره‌بیات‎ یک سرزمین نیمه‌خودمختار تحت حکومت طایفه بیات در خراسان از سال ۱۷۴۷ تا ۱۸۰۰ بود. مرکز این امارت شهر نیشابور بود.

## پیش‌زمینه
طایفه قره‌بیات به‌طور سنتی در اطراف شهر نیشابور سکونت داشتند و تا زمان قاجاری‌ها حاکمان منطقه بودند. در پی لشکرکشی شاه اسماعیل یکم به خراسان در سال ۱۵۱۰ میلادی، سران قبایل تسلیم او شدند. محمد خدابنده به دلیل مقاومت این طایفه در برابر تهاجمات عبدالله‌خان دوم، خان بخارا، این قبیله را از مالیات معاف کرده بود. در زمان شاه عباس بزرگ، امیر ایل (محمد سلطان بیات) به فرمانداری اسفراین، نیشابور و سبزوار منصوب شد. امیر قره‌بیات در جریان قدرت‌گیری هوتکی‌ها، به ملک محمود سیستانی در جنگ خراسان تسلیم شد اما بعداً علیه او قیام کرد و اعدام شد.

## تأسیس
در سال ۱۷۴۷ میلادی، خان‌نشین نیشابور پس از فروپاشی دولت افشاری با حمایت ۱۰۰۰ خانوار بیات توسط احمدخان بیات تأسیس شد. در اول اکتبر ۱۷۴۸ میلادی، بیات‌ها از جمله سران قبایلی بودند که شاهرخ شاه را به ریاست خراسان منصوب کردند و ابراهیم میرزا افشار را اخراج کردند. هنگامی که شاهرخ شاه در ۱۴ ژانویه ۱۷۵۰ توسط میر سید محمد خلع شد، احمدخان به فرماندهی سواره نظام قبیله ترکمن منصوب شد. مدتی بعد احمدخان توسط عباس قلی خان که کنترل امیرنشین را به دست آورد به قتل رسید. هنگامی که شاهرخ شاه مجدداً در ۲۰ مارس به قدرت رسید، اتحاد خراسان به دلیل قبیله گرایی متلاشی شد و رهبران قبایل مختلف بر سر کنترل خراسان درگیر شدند.

## تهاجم افغانها
احمدشاه درانی از این خلاء قدرت برای فتح مجدد هرات و محاصره مشهد در ژوئیه ۱۷۵۰ استفاده کرد. احمد شاه سرانجام در ۱۰ نوامبر از محاصره مشهد دست کشید و به محاصره نیشاپور رفت. با این حال، نیروهای افغان متحمل تلفات سنگین شدند (بسیاری از نیروهای افغان تا حد مرگ یخ زدند) و در زمستان ۱۷۵۱ مجبور به عقب‌نشینی شدند. بعد از این اتفاق، رهبران قبایل به جنگ با یکدیگر بازگشتند.
میرعلم خان خزیمه بر همه جناح‌های دیگر از جمله کردهای خبوشان و جلایر کلات نادری پیروز شد و در سال ۱۷۵۴، عباس قلی خان از تسلیم نیشابور سرباز زد و میرعلم خان خزیمه نیشاپور را محاصره کرد. اما احمدشاه درانی بار دیگر به خراسان حمله کرد و میرعلم خان را در جام شکست داد و تون را در ژوئن ۱۷۵۴ تصرف کرد (مقاله دایرةالمعارف ایرانیکا در مورد افشاریان اشاره می‌کند که در بهار ۱۷۵۴ نیشاپور به‌طور ناموفق توسط افغان‌ها محاصره شد، اما این موضوع توسط منابع دیگر تأیید نشده است). در ۲۳ جولای مشهد توسط افغانها محاصره شد و مردم سبزوار طی این محاصره ۵ ماهه میرعلم خان را به افغانها تحویل دادند و افغانها نیز او را اعدام کردند. در اول یا دوم دسامبر شهر به دست افغانها افتاد و در تابستان ۱۷۵۵ احمدشاه درانی بسمت نیشاپور حرکت کرد.
هنگامی که افغانها در ۱۷ ژوئن ۱۷۵۵ در برابر نیشابور ظاهر شدند، عباس قلی خان تسلیم آنها شد. پس از این واقعه، خبر رسید که نیروهای قاجار یک نیروی افغان را در مزینان شکست داده‌اند. در نتیجه نیشابوریان به مقاومت در برابر افغانها تشویق شدند و نبردی ۷ روزه درگرفت. سرانجام نیشابور در ۲۴ ژوئن به دست افغانها افتاد و به دستور احمدشاه دورانی، شهر ویران شد و زیرساخت‌های آن از هم پاشید. با این حال، او تحت تأثیر مقاومت بیات‌ها قرار گرفت و بنا به گزارش‌ها، در هنگام خروج از خراسان، تعدادی را در افغانستان سکنی داد.

## بقایای سلطنت عباس قلی خان
احمدشاه درانی عباس قلی خان را به کابل کشاند، اما او مورد لطف افغانها قرار گرفت. احمدشاه با خواهر عباس ازدواج کرد و دختر احمدشاه را به پسرش دادند. سرانجام عباس قلی خان به نیشابور بازگشت و به گفته مالکوم: «باقیمانده عمر خود را وقف بهبود آن شهر و نواحی وابسته به آن کرد». عباس قلی خان حاکمی عادل و انسان دوست بود و به نظر می‌رسید که تا پایان دوران سلطنت او هیچ رویداد سیاسی مهمی در نیشابور رخ نداده است. تنها استثنا بین سالهای ۱۷۶۸ تا ۱۷۹۶ می‌باشد. نصرالله میرزا افشار یکی از پسران شاهرخ شاه کنترل مشهد را از برادرش نادر میرزا افشار گرفته بود. از آنجایی که عباس قلی خان حاضر به تسلیم او نشد، او نیشاپور را محاصره کرد. اما نادر میرزا افشار از این فرصت برای محاصره مشهد استفاده کرد و در نتیجه نصرالله میرزا محاصره نیشابور را رها کرد و به مشهد بازگشت و نادرمیرزا را بیرون کرد.

## سلطنت جعفرقلی خان
وقتی عباس قلی خان درگذشت، بحران جانشینی پیش آمد. عباسقلی خان هشت پسر داشت (فقط دو پسر از آنها در مبارزات بعدی ذکر شده است) و بزرگ‌ترین آنها را نالایق می‌دانستند. از این رو پسر دومش علی قلی خان اداره حکومت را به دست گرفت. اما ادعاهای او توسط جعفر قلی خان برادر عباس مورد مناقشه قرار گرفت و جعفرقلی خان پس از کشمکشی کوتاه، علی قلی خان را کور کرد و امیر جدید شد. او در میان رعایا و مردم عادی که منتظر فرصتی برای رهایی و آزادی بودند، محبوبیت چندانی نداشت. فرصت آزادی و رهایی زمانی پیش آمد که آقا محمدخان قاجار در سال ۱۷۹۶ میلادی به خراسان حمله کرد.

## فتح توسط قاجارها
در سال ۱۸۰۰ میلادی قاجارها خانات نیشابور را فتح کردند ولی با این حال، افراد قبیله بیات همچنان در اداره نیشابور حضور داشتند. در قیام حسن خان سالار یکی از امام وردی خان بیات والی نیشابور بود و از آن در برابر نیروهای حسن خان سالار دفاع کرد.